# Ptilinopus regina
La tortora beccafrutta caporosa o colomba frugivora corona rosa (Ptilinopus regina  Swainson, 1825) è un uccello della famiglia dei columbidi, diffuso nelle Piccole Isole della Sonda e nelle Isole Molucche in Indonesia, e nell'Australia nord-orientale.

## Descrizione

### Dimensioni
La colomba frugivora corona rosa è una colomba di medie dimensioni che può raggiungere i 23cm di lunghezza. L'esemplare maschio pesa 99-137g invece la femmina pesa 75-110g.

### Aspetto
La parte superiore del corpo è verde con il petto e la testa grigi. Ha una corona rosa-viola con i bordi gialli. Il ventre è viola, arancione e giallo. La coda è verde, il sottocoda è grigio con ampie punte gialle. Il becco è verdastro-grigio. L'iride è rossastro-marrone. Le zampe sono grigio-bluastro. L'esemplare giovane è verde con una corona grigio-rosa. Il dimorfismo sessuale non è molto pronunciato. La femmina ha la testa lilla opaco ed è di solito un po' più piccola del maschio. Ci sono delle variazioni cromatiche nelle varie sottospecie per esempio la sottospecie indonesiana, P. r. xanthogaster, ha una corona biancastra e la testa e il petto sono grigio pallido.

## Tassonomia
Sono state descritte 5 sottospecie:
- P. r. flavicollis Gray, GR, 1858 - diffusa nelle Piccole Isole della Sonda(Flores, Roti, Sawu, Semau e Timor Ovest);
- P. r. roseipileum Hartert, 1904 - diffusa nelle Piccole Isole della Sonda(Timor Est, Wetar, Romang, Kisar, Leti e Moa);
- P. r. xanthogaster Wagler, 1827 - diffusa nelle Isole Banda, nelle Isole Kai, Damar, Sermata, Babar, nelle Isole Tanimbar e nelle Isole Aru.
- P. r. ewingii Gould, 1842 - diffusa nel Territorio del Nord e nell'isola Melville a nord dell'Australia;
- P. r. regina Swainson, 1825 - diffusa in Australia da Cape York al sud del Nuovo Galles del Sud e nelle isole dello Stretto di Torres.

## Distribuzione e habitat
La colomba frugivora corona rosa è comune nelle foreste pluviali di pianura dell'Australia orientale, e nelle foreste monsoniche e nelle mangrovie dell'Australia settentrionale. La specie vive anche in alcune isole delle Piccole Isole della Sonda, nelle Isole Aru e nelle Isole Molucche.

## Biologia

### Alimentazione
La dieta consiste principalmente in frutta di vari tipi principalmente si nutre di frutti di palme  e di frutti di piante rampicanti.

### Riproduzione
La femmina depone generalmente un solo uovo bianco.

## Conservazione
Diffusa e comune in tutto il suo areale, la colomba frugivora corona rosa è classificata dalla IUCN come specie a rischio minimo di estinzione(LC).